# Gatuzo
Gatuzo je zagrebački rock sastav nastao 2004. godine, a čine ga Damir Trkulja Šiljo (gitara, vokal), Goran Martinjak (bubnjevi) i Jakov Kolega (bas). Dvojac Gatuzo koji su činili Damir Trkulja Šiljo i Goran Martinjak je nastao iz prijateljstva Šilje i Gorana, a kako su zajedno išli u srednju školu i sjedili skupa u istoj klupi, već su počeli skupa svirati u tom razdoblju. 
Krajem 2004. imaju svoj prvi koncert kao dvojac, a 2005. objavljuju EP "Temelji" koji izlazi za etiketu Spona. Taj EP je skrenuo pažnju kritičara na njihov rad i izlazi prva recenzija Aleksandra Dragaša u kojoj hvali dvojac.
Godine 2007. objavljuju prvi album "Noge/ruke/glave" kojim potvrđuju status jednih od najpotentnijih novih rock sastava. Godine 2009. objavljuju “!”, 2013. "Gdje idemo", a 2014. "Megalomania".
Dne 8.travnja 2019. objavili su peti album "Van kontrole".
Kod kritičara su dobili statusni simbol kao jedan od najaktivnijih i najproduktivnijih sastava današnjice.
Šiljo je još svirao u kultnom sastavu Majke (2009. – 2012.) i snimio album "Teške boje" (2011.) koji je te godine proglašen albumom godine, a isto tako je i autor pjesme "Teške boje", koja je osvojila Porin (2012.) za hit godine i pjesmu godine.

## Članovi
Sastav je nastao 2004. godine u Zagrebu. Sastav čine: 
- Damir Trkulja - Šiljo (vokal, gitara)
- Goran Martinjak (bubanj)
- Jakov Kolega (bas gitara)

## Povijest sastava
U minimalističkoj postavi rade od početka 2004. godine. Svoj neuobičajeni glazbeni stil i način sviranja nazivaju eksplozivni rock koji krase sirovost, originalnost i podsvjesna ovisnost o bluesu.
Gatuzo krajem 2005. snima i objavljuje svoj prvi ozbiljan studijski upper low-fi materijal (“Temelji”) za diskografsku agenciju Spona iz Zagreba, a sredinom 2007. godine potpisuje diskografski ugovor s Dancing Bearom.
U 11. mjesecu 2007. izlazi im album Noge/ruke/glave za koji su nagrađeni nagradom Status 2007. HGU-a za najbolji mladi rock sastav, te Porinom za najbolji alternativni rock album 2007. godine.
Krajem 2009. godine, Gatuzo izdaje svoj drugi album pod nazivom “!”, za kojeg je dobio izvrsne kritike od renomiranih kritičara (“Konačna presuda! Gatuzo su predvodnici nove rock generacije” – muzika.hr, “Tragom Strokesa i Libertinesa” – A. Dragaš …).
Krajem 2012. godine mijenjaju diskografsku kuću i prelaze u Croatia Records, gdje snimaju novi singl (“Oni govore“) kojim najavljuju svoj treći studijski album. Treći album znakovitog naziva “Gdje idemo” je objavljen 12. prosinca 2013. i u kratkom roku je pokupio pohvale kako je to njihovo najzrelije i najbolje izdanje do sada. Gatuzo, odnosno Damir Trkulja Šiljo i Goran Martinjak su u odnosu na prethodna dva albuma, na novom albumu uspjeli pomiriti svoj sirovi i energični zvuk s najmodernijom produkcijom za što je zaslužan Goran Martinac. Nadaleko poznati Šiljini rifovi još su moćniji, bilo u mračnim i žestokim pjesmama poput “Oni govore”, “Gdje idemo” ili u onim intimnijim kao što je “Dijete u meni” u kojima pronalazimo i elemente bluesa. Vodeći hrvatski glazbeni portal muzika.hr svrstao je novi album grupe Gatuzo “Gdje idemo” na drugo mjesto domaćih albuma godine (2013.), te također nominiran za Porin u kategoriji Najboljeg alternativnog albuma.
Dne 25. studenog 2014. objavljuju novi studijski album "Megalomania". Ovaj četvrti, studijski album najavljen je duetom "Povrijedili smo jedno drugo" koji su snimili s Goranom Baretom, a na albumu se nalazi i pjesma „Šutnja“  na kojoj su ostvarili suradnju sa Sašom Antićem (TBF). Zanimljivo je, da je ta pjesma „Šutnja“ gotovo u svim recenzijama albuma, proglašena najboljom pjesmom njihove karijere. Novi album „Megalomania“ pokupio je izvrsne kritike, te je isto tako pokupio tri nominacije za Porin (alternativni album, vokalna suradnja i produkcija). 
„Megalomania“ je četvrti studijski album dvojca, a što je najdojmljivije drugi studijski album u samo godinu dana. Gatuzo svakim novim albumom podižu ljestvicu i dokazuju da su jedan od najaktivnijih i najproduktivnijih sastava današnjice.
Početkom 2016. godine nakon objavljena četiri studijska albuma, dvojac Gatuzo ulazi u novo poglavlje, pridružio im se basist Jakov Kolega.
Goran i Šiljo nakon skoro deset godina od objavljivanja prvijenca („Noge/ruke/glave“ 2007.) i izdana četiri studijska albuma, htjeli su istražiti nove pravce i mogućnosti. Okrenuli su pilu naopačke i promijenili zvučnu sliku, ali što je najbitnije zadržavši eksplozivnost i energiju.
Novi zvuk i novi album najavljuju s novim singlom  “Ima li te…” koji su snimili u Pleasentville Studiu, a za miks i produkciju su zaslužni producentski dvojac Pavle Miholjević i Jura Ferina.
Dne 8. travnja 2019. objavljuju peti album "Van kontrole".

## Diskografija
- Temelji (demo, Spona, 2006.)
- Noge/ruke/glave (Dancing Bear/Spona, 2007.)
- ! (Dancing Bear, 2009.)
- Gdje idemo (Croatia Records, 2013.)
- Megalomania (Croatia Records, 2014.)
- Van kontrole (Aquarius Records, 2019.)

### Noge/ruke/glave(2007)
1. Prljave ruke
2. Daješ mi
3. Svjedok paklenog ubojstva
4. 2:1
5. Sreća do potoka
6. Izgubljen
7. Opasna cesta
8. Dobar osjećaj
9. Umireš
10. Guru majstor
11. Udarac za kraj
12. Te godine sam nestao
13. Ruke

| Datum izdanja: 17. studenoga 2007.
| Izdavač: Spona / Dancing Bear

### !(2009)
1. Na pola puta
2. Taj naš krug
3. Panika!
4. Oslobodi strah
5. Poseban stav
6. Sam protiv sebe
7. Daj mi da vidim
8. Peti dan
9. Samo čovjek
10. Odlučio sam bježat
11. ! (stanje, demonstracije)
12. Prljave ruke (bonus track)

| Datum izdanja: 7. prosinca 2009.
| Izdavač: Dancing Bear

### Gdje idemo(2013)
1. Oni govore
2. Virusi
3. Snaga okusa
4. Dijete u meni
5. Tebe više nemam
6. Gdje idemo
7. Kao neotkriveni dragulj
8. Gotovo je
9. Malo dostojanstva
10. Budi glasniji
11. Kad mozak eksplodira

| Datum izdanja: 12. prosinca 2013.
| Izdavač: Croatia Records

### Megalomania(2014)
1. Bolje ti je bez mene
2. Odlazim
3. Povrijedili smo jedno drugo feat. Goran Bare
4. Šutnja feat. Saša Antić
5. Kraj nije kraj
6. Ne, ne, ne
7. Ne boli
8. Sunce
9. Ništa
10. Bit’ će lom
11. Ja plešem drugačije od tebe
12. U mojoj glavi
13. Centar svijeta
14. Stojim ti na putu

| Datum izdanja: 25. studenoga 2014.
| Izdavač: Croatia Records

### Van kontrole(2019)
1. Ima nešto
2. Mogao bih
3. Pod kontrolom
4. Dug dan
5. Crna kuća
6. Isti ljudi
7. Crna kraljica
8. Stariji
9. Nosi me visoko
10. Mali mračni svijet

| Datum izdanja: 8. travnja 2019.
| Izdavač: Aquarius Records

## Vanjske poveznice
- Službena stranica  Arhivirana inačica izvorne stranice od 29. prosinca 2018. (Wayback Machine)
- Facebook
- Instagram
- Izdavačka kuća
- Youtube
- MySpace